# Wespendoder
De wespendoder (Ophiocordyceps sphecocephala) is een schimmel behorend tot de familie Ophiocordycipitaceae. Hij leeft parasitair op wespen.

## Kenmerken

### Uiterlijke kenmerken
Het eenvoudig geconstrueerde stroma ontstaat uit de thorax (borststuk) of tussen de thorax en de kop van de gastheer (wesp). Het is 2 tot 5 (in uiterste gevallen tot 11 cm lang) en gesteeld. De steel is 0,5 tot 1 mm dik, oker tot crèmegeel, slank, draadvormig en vaak licht gedraaid. Het is zelden vertakt aan de bovenkant. De vruchtbare kop is meestal spoelvormig tot eivormig. Het is 5 tot 8 × 1,5 tot 2 mm groot, het is aanvankelijk licht crème tot bruingeel en wordt bij rijping oker, romig geel tot geelbruin. Het heeft een ruw oppervlak vanwege de perithecia.

### Microscopische kenmerken
De eigenlijke vruchtlichamen, de perithecia, zijn volledig ingebed in het stroma. Ze zijn conisch, schuin met een gebogen hals en zijn 900 tot 1000 × 200 tot 250 micrometer groot. Volgens andere auteurs zijn ze echter slechts 320 tot 640 × 192 tot 256 micrometer groot. De asci zijn 8-sporig, doorschijnend, cilindrisch, hebben een duidelijke 4 tot 5 micrometer dikke kop aan de top en zijn 500 tot 600 × 4 tot 6 micrometer groot. Ze hebben altijd acht sporen. De ascosporen zijn draadvormig en doorschijnend. Ze vallen vaak in de ascus uiteen in spoelvormige gedeeltelijke sporen van 10 tot 14 × 1,5 tot 2,5 micrometer groot.

## Ecologie
De wespendoder parasiteert minstens 16 soorten wespen en bijen, uit de families van Bijen en hommels (Apidae), Graafwespen (Crabronidae), Langsteelgraafwespen (Sphecidae) en vooral uit de familie van Plooivleugelwespen (Vespidae).

## Verspreiding
De soort is wijdverspreid. In Azië komt het voor in China in de Chinese provincies Zhejiang, Anhui, Guangdong en Tibet, maar ook in Taiwan, Thailand, Nepal, Japan en Korea. Er zijn echter ook vondsten bekend uit Zuid- (Colombia) en Noord-Amerika (VS, Jamaica).
In Nederland komt hij uiterst zeldzaam voor. Hij staat op de rode lijst in de categorie 'Ernstig Bedreigd'. De enige Nederlandse vondst komt uit een loofbos op voedselarme, droge zandgrond.